# بي آوت كيو
بي آوت كيو (بالإنجليزية: BeoutQ)‏ كانت محطة مقرصنة تلفزيونية مدفوعة تأسَّست عام 2017 حيثُ تبث بشكلٍ مُتزامن برامج ومباريات قناة بي إن سبورتس العربية التي تتخذ من قطر مقَرا لها معَ تغطِية شعار القناة القطرية بآخر خاص ببي آوت كيو. تمكّنت هذه الأخيرة أيضًا من بث محتوى هيئات بث أخرى بطريقة غير قانونيّة؛ وتحتوي أجهزة فك التشفير الخاصة بها على إمكانية الوصول إلى خدمات آي بي تي في المُختلفة التي تُقدّم عددًا من القنوات الحية ذات المحتوى الترفيهي وغيره.
بحلول منتصف عام 2017؛ أُجبرت شبكة بي إن سبورتس على وقفِ بيع خدماتها في المملكة العربية السعودية بسبب الأزمة الدبلوماسية المُنتهية بين قطر ودول عربية أخرى بسبب الدعم الحكومي المزعوم للجماعات الإرهابية؛ ما مكّن بي آوت كيو – التي ظهرت بعد الأزمة بقليل – من تقديمِ خدماتها على نطاق واسع في البلاد؛ لكنّها واجه انتقادات حادّة من مجموعة بي إن الإعلامية ومالِكي الحقوق الرياضية بسبب انتهاكها لحقوق الطبع والنشر في تغطية الأحداث الرياضيّة في منطقة الشرق الأوسط وشمال إفريقيا والتي تمتلكها قناة بي إن سبورتس. وكانت هذه الأخيرة قد أصدرت في البداية بيانًا أعلنت فيهِ أن قمر عرب سات متورّطٌ هو الآخر في البث غير القانوني لقناة بي آوت كيو وهو ما دعمتهُ محكمة فرنسية لكنّ عرب سات نفسها نفت الأمر.
وصف العضو المنتدب لدى بي إن سبورتس شبكة بي آوت كيو بأنها تعمل على سرقة برامج القناة مالِكة الحقوق؛ وحذّر من أن الخدمة قد تُساهم في تطبيع القرصنة في البلاد؛ كما حذر من أن بي إن ستُقلّل من قيمة صفقات الحقوق المستقبلية كونها لم تعد قادرة على ضمان حماية حقوقها. في المُقابل؛ نفى المسؤولون السعوديون (بما في ذلك وزارة الإعلام) أن يكون مقر بي آوت كيو في الرياض أو في أيّ مدينة سعودية أخرى واعتبروا أن أدلة بي إن «لا أساس لها من الصحّة»؛ وبالتوازي مع ذلك اتهمت الحكومة السعودية شبكة قنوات بي إن سبورتس بأنها تحتكرُ السوق لصالحها كما اتهمتها بالمشاركة في «حملة تشويه» ضد المملكة رفقةَ قناة الجزيرة. وكانت بي آوت كيو قد بثت دعايةً تتحدثُ فيها حول الاحتكار وتتهم شبكة بي إن بـ «تسييس الرياضة». بحلول آب/أغسطس 2018؛ حُظرت بي إن سبورتس رسميًا من البث في المملكة العربية السعودية بعد اتهامها بعددٍ من التهم؛ ما تسبّبَ في فقدان الشبكة لحقوقها في بث مباريات الاتحاد الآسيوي في السعودية في آذار/مارس 2019. لقد اعتبرت بي إن هذه التحركات ذات «دوافع سياسية»؛ في حين واجهت المملكة العربية السعودية انتقادات لقيامها على ما يبدو باتخاذ إجراءات ضد الشبكة التي نفت كلّ ما نُسب إليها.

## التاريخ
تُعدّ بي إن سبورتس العربية القناة المُهيمنة على حقوق بث الأحداث الرياضيّة في منطقة الشرق الأوسط وشمال أفريقيا؛ حيثُ تملك الشبكة حقوق بث العديد منَ الأحداث الرياضية البارزة مثل الألعاب الأولمبية، كأس العالم، دوري أبطال أوروبا، الدوري الأوروبي، كأس آسيا والدوريات الخمس الكُبرى بما في ذلك الليجا والدوري الممتاز هذا عدى عن سباقات الفورمولا 1 وأحداث التنس الدولية وأحداث أخرى. واجهت الشبكة اتهامات من السلطات السعودية التي قالت إن بي إن سبورتس تحتكرُ السوق الرياضي؛ وأنها تعمل على تجميعِ بياناتها مع قنوات أخرى ذات صلة.
في حزيران/يونيو 2017؛ وكجزءٍ من الأزمة الدبلوماسية التي اندلعت بين أربع دول عربية من بينها السعودية ودولة قطر بشأنِ «التمويل المزعوم» لهذهِ الأخيرة للجماعات المتطرفة؛ حُظرت بي إن من مواصلةِ بيع اشتراكاتها داخل المملكة العربية السعودية كما حُظرت قنواتها لفترة قصيرة في دولة الإمارات العربية المتحدة.
بعد بضعة أشهر؛ ظهرت بي آوت كيو التي أعادت بثّ حُزم قنوات بي إن باعتبارها قنوات خاصة بها من خِلال تعويض شعار البي إن سبورتس بشعارٍ آخر خاصٍ بها. في البداية؛ وُزّعت الخدمة عبر الإنترنت قبل أن تمتدّ لتشملَ التلفاز الفضائي. لقد حصلت هذهِ الخدمة عند إطلاقها على دعمٍ على وسائل التواصل الاجتماعي وبخاصةٍ في تويتر كما شاركَ في حملة الدعم شخصيّات سعودية مرموقة على غِرار سعود القحطاني وهو أحد المُقرّبين من دوائر الحُكم في الرياض. أفيدَ حينها أن الاشتراكات المرتبطة بالخدمة قد أصبحت متاحة على نطاق واسع في جميع أنحاء البلاد، مع اشتراك مجاني لمدة عام.
لم يُعرف بلد بث القناة على وجهِ التحديد؛ فبي آوت كيو قالتْ إنها مدعومة من قِبل «مستثمرين كولومبيين وكوبيين» دون أن تُحدّد هويتهم إلّا أن البلدين رفضا كل هذهِ المزاعم والادعاءات، بينما خلصت بي إن بعد «بحثٍ مُعمّق» إلى أن قمر عرب سات متورطٌ في البث غير القانوني للشبكة لكنّ القمرَ نفى باستمرار تورطه في هذه القضية.

## البرمجة

صورة من المباراة ببطولة كأس آسيا 2019، وتظهر فيه العلامة المائية لقناة بي إن سبورتس القطرية.

في البداية؛ كانت كلّ البرامج التي تُنقل على بي آوت كيو من شبكة بي إن ونفس الأمر بالنسبة للمباريات المُباشرة ومعَ مرور الوقت تمكّنت بي آوت كيو من بث محتوى من مصادر أخرى على غِرار محتوى قناة إليفين سبورتس أو قناة تيليموندو وهي من بينِ الشركات الأمريكية المالِكة لحقوق بث بطولات الفيفا. تَتضمّنُ أجهزة فك التشفير في بي آوت كيو تطبيقات آي بي تي في معَ إمكانية الوصول إلى الأفلام المُقرصَنة والبرامج والقنوات التلفزيونية الحية.
عملت شبكة بي آوت كيو على بثّ دعايةٍ هاجمت فيها قطر وبي إن؛ فعلى سبيلِ المثال لا الحصر بثت الشبكة دعاية كرتونيّة قصيرة تُصوّر فيها مسؤول تنفيذي في بي إن يُدخن سيجار وورائه أكوامٌ من المال؛ قبل أن تظهر بي آوت كيو «سارقةً» كل زبائنه؛ فيُحاول جاهدًا طلب مساعدة ممثلي الفيفا وعلى رأسهم جياني إنفانتينو وكذَا الاتحاد الأوروبي ومن ثمّ الدوري الممتاز لكنهم يتجاهلونه جميعًا؛ وَعندما يعودُ إلى المنزل يكتشف أن أطفاله كانوا يشاهدون أيضًا بي آوت كيو قبل أن ينتهيَ الفيديو القصير بتعليق «لا للاحتكار، لا لتسييس الرياضة».

## ردود الفعل
استنكرت مجموعة بي إن الإعلامية الأفعال التي تقومُ بها خدمة بي آوت كيو، فيما قالَ العضو المنتدب لدى بي إن توم كيني بأنّ بي آوت كيو تُقرصن المحتوى متهمًا إيّاها بمحاولة «تطبيع القرصنة» في ظلَ عودة دور السينما إلى السعودية بعد أن رفعت الرياض الحظر المفروض في عام 2018 وذلك كجزء من مبادرة رؤية السعودية 2030. لقد وصفَ كيني تكتيكات بي آوت كيو بالقطّ والفأر؛ وكانت بي إن قد اتخذت عددًا من الإجراءات الأوليّة للتأكيدِ على أن بي آوت كيو تسرقُ المحتوى مباشرةً من شبكة بي إن بما في ذلك تغيير مكان شعار القناة في كلّ مرة ما كان يَدفع بي آوت كيو لتعديل موضع شعارها هو الآخر كما قامت الشبكة القَطريّة بتحريكِ شعارها عندَ بث مباريات مباشرة وهو أمرٌ يصعبُ إخفاءه. نظرًا لكثرة النقاش حولَ ما تقوم به بي آوت؛ بدأت هذه الأخيرة في توظيف معلقين محليين تابعين لها بعدما كانت تنقلُ تعليقات المُعلّقين المتعاقدين مع شبكة بي إن.
حاولَ الاتحاد الدولي لكرة القدم (فيفا) التفاوض بشكل غير مباشر على صفقة مع بي إن للحصولِ على ترخيصٍ يُمكّن قناة رياضية سعودية من بث جميع مباريات المنتخب السعودي في كأس العالم 2018 لكنّها فشلت في ذلك. في نهاية المطاف؛ قامت بي آوت كيو ببث البطولة بأكملها من مصادر مختلفة؛ بما في ذلك بي إت سبورتس وهيئة الإذاعة العامّة الإسرائيلية التي كانت تُقدم بثًا باللغة العربية. خلال كأس العالم؛ اتهمَ بعض السعوديون بما في ذلك رئيس الهيئة العامة للرياضة حينها تركي آل الشيخ شبكة قنوات بي إن بالإدلاء بتعليقات على الهواء مباشرة تنتقد الرياض؛ وفي 22 حزيران/يونيو 2018 صرّحَ سعود القحطاني بأن الاتحاد السعودي قدّم شكوى إلى الفيفا ضدّ احتكار بي إن سبورتس المزعوم لحقوق البث الرياضي في منطقة الشرق الأوسط وشمال إفريقيا، وذكر أيضًا أن الحكومة صادرَت معدات بي آوت وستقومُ بحملات تفتيش بالتنسيق مع جميع الجهات ذات الصلة لمنع أي محاولة لبث أي محتوى غير قانوني.
بعد أن أصدرَ منظمو بطولة ويمبلدون بيانًا صحافيًا ضد بي آوت كيو بدعمٍ من بي إن؛ وصفَت وزارة الإعلام النادي المنظم للبطولة بأنّه ببغاء وعادت لتصفَ من جديد اتهامات بي إن لقمر عرب سات بالوقوقِ وراء تسهيل بث بي آوت كيو بالادعاءات التي لا أساس لها من الصحّة والتي تفتقرُ إلى «الأدلة الموثوقة». ركّزت وزارة الإعلام في ردّها على الإشارة في بيانِ النادي المنظم للبطولة إلى أن بي آوت كيو تُبث من السعودية مشيرةً إلى أن هذه تُمثل إساءة إلى الشعب السعودي وهي «كذبة خبيثة» علاوة على ذلك؛ وصفت وزارة الإعلام بي إن بأنها متورطة في «حملة تشويه إعلامية غير مسؤولة» ضد المملكة العربية السعودية من خلال «شبكتها الشقيقة» شبكة الجزيرة الإعلامية والتي وصفتها بأنها «منبرٌ للإرهابيين لنشر رسائلهم العنيفة ولتعزيز عدم الاستقرار في المنطقة.»
بحلول 21 آب/أغسطس 2018؛ غُرّمت شركة بي إن سبورتس بمبلغ 2.6 مليون دولار أمريكي من قِبل المملكة العربية السعودية بدعوى انتهاكاها لقانون المنافسة لكنّ بي إن قالت إن الغرامة جاءت تحتَ دوافع سياسية واصفةً هذه الإجراءات بأنها محاولة أخرى غير شرعية من قبل المملكة العربية السعودية لمنعِ بي إن من مواصلة عملها داخل السعودية. بعد يومين من ذلك؛ أُلغيَّ ترخيص بي إن للبث في المملكة العربية السعودية رسميًا.
أثناء اتخاذها للإجراءات القانونية في الولايات المتحدة؛ ربطت شبكة بي إن موقع بي آوت كيو برجل الأعمال السعودي رائد خشيم الرئيس التنفيذي لشركة سيليفجن التلفزيونية في الإمارات العربية المتحدة؛ لكنّ خشيم نفى هذه المزاعم مُعتبرًا إيّاها «حملة تشويه» تقودها بي إن بسببِ نزاعاتها التجارية. في الثاني من تشرين الأول/أكتوبر 2018؛ رفعت قطر دعوى ضد المملكة العربية السعودية لدى منظمة التجارة العالمية بدعوى انتهاك الأخيرة لاتفاق تريبس. في نفس اليوم؛ رفعت مجموعة بي إن الإعلاميّة دعوى قضائية أخرى ضدّ السعودية حيثُ طالبتها هذه المرة بتعويضٍ يصلُ إلى مليار دولار أمريكي وذلك بسببِ عرقلة بي آوت كيو لأعمال ومشاريع القناة القطرية. في نوفمبر 2018؛ أرسلت بي بي سي وقناة أخرى رسالةً إلى المفوض الأوروبي للتجارة سيسيليا مالمستروم تحث فيها على اتخاذ إجراءات ضد القناة المُقرصنة بي آوت كيو.
ذكرَ موكل بي إن في شباط/فبراير 2019 أن هذه السرقة ستكونُ موضع نظر في صفقات الحقوق المستقبلية وستدفع لتقليل القيمة المادية للصفقات طالما لا يُمكن حماية هذه الحقوق. وتابع قائلاً: «لقد حذرنا من العواقب التجارية الحقيقية لسرقة بي آوت كيو للحقوق الرياضية على مدار عامين تقريبًا - ومع ذلك تستمر القرصنة دون عقاب كل يوم وتمثل تهديدًا وجوديًا للنموذج الاقتصادي لصناعة الرياضة والترفيه.» في الحين ذاته؛ قالت بي إن بأنها رفضت تجديد حقوق الفورمولا 1 بسبب ظروف السوق هذه؛ ما مكّنَ قناة إم بي سي أكشن التابعة لمركز تلفزيون الشرق الأوسط المملوك للحكومة السعودية من شراء هذه الحقوق.
أدان الاتحاد الآسيوي لكرة القدم بثّ بي آوت كيو لمباريات كأس آسيا 2019 مُشيرًا إلى أنه قد أصدر بالفعل تعليمات للمحامي باتخاذ إجراءات قانونية في المملكة العربية السعودية ويعملُ إلى جانب مالكي حقوق الرياضة الآخرين الذين تأثروا أيضًا بهذه السرقة. ومع ذلك؛ وبحلول آذار/مارس 2019 سحبَ الاتحاد الآسيوي حقوقه في المملكة العربية السعودية من بي إن سبورتس فيما بدى كنوعٍ من الدعم لمزاعم السعودية بأنّ الشبكة تحتكرُ المحتوى بالكامل. في المُقابل؛ أعلنت شبكة بي إن أنها ستتخذ الإجراءات القانونية اللازمة متهمةً الاتحاد الآسيوي بالتواطؤ مع الاتحاد السعودي لكرة القدم لانتهاك عَقده.
في نيسان/أبريل 2019؛ نَشر الممثل التجاري للولايات المتحدة تقريره السنوي الخاص رقم 301 حول الأنظمة التي لا تحمي حقوق الملكية الفكرية؛ وفيه وصفَ بي آوت كيو بأنها بمثابة «سوق سيئ السمعة» موضحًا «أنه على الرغم من مزاعم المسؤولين السعوديين بأنه تم الاستيلاء على الأجهوة التابعة لبي آوت إلا أن هذه الأجهزة لا تزال متاحة على نطاق واسع وهي غير خاضعة للتنظيم بشكل عام في المملكة العربية السعودية ... البلاد لم تتخذ خطوات كافية لمعالجة الدور المزعوم لعربسات في تسهيل أنشطة القرصنة عبر بي آوت كيو.» بسبب ذلك؛ تمّت إضافة العربية السعودية إلى «قائمة الدول التي تحتاجُ مراقبة» بسببِ فشلها في معالجة مشاكل الملكية الفكرية وحماية هذه الملكيّة داخل حدودها.
بحلول حزيران/يونيو 2019؛ قامت شركة بي إن بتسريح 300 موظف مُشيرةً في بيانٍ إلى أن قضايا القرصنة كانت أحد عوامل هذا التسريح. في نفس الشهر؛ قضت محكمة فرنسية بأنّ عربسات مسؤولة عن نقل إشارات بي آوت كيو التي عملت بشكلٍ دوريّ على تغيير تردداتها حتى لا ينكشفَ أمرها.
بموجب عقد تم توقيعه مع الهيئة العامة للرياضة في عام 2018؛ فإنّ السعودية ستسضيف كأس السوبر الإيطالي ثلاث مرات على الأقل خلال السنوات الخمس المُقبلة بحيثُ تبدأ الاستضافة الأولى في نُسخة 2019. واجهت هذه الصفقة جدلاً كبيرًا بسبب سجّل المملكة العربية السعودية في المجال الحقوقي وكذا بسبب انتهاك بي آوت كيو لحقوق الملكيّة الفكرية وحُقوق البث. في حزيران/يونيو 2019؛ أكّدَ لويجي دي سيرفو الرئيس التنفيذي الجديد لدوري الدرجة الأولى الإيطالي في تصريحٍ له أنه لا يستبعد سحب حقوق استضافة المملكة العربية السعودية ردًا على ما تقومُ به بي آوت واسترسل: «لقد اتخذنا بالفعل إجراءً قانونيًا حيثُ سنبدأ قريبًا في شنّ حملة قوية تجاه حكومتنا والحكومات الأخرى لضمان محاسبة بي آوت كيو على كلّ ما قامتْ به.»
نقلَ موقع هوليوود ريبورتر في مقالٍ له أنّ الشركات السعودية كانت مترددة في الوقوف علنًا أمام بي آوت كيو نظرًا لاحتماليّة وقوف الحكومة السعودية وراء الخِدمة. لوحظ أيضًا أن منظمات مكافحة القرصنة في منطقة الشرق الأوسط وشمال إفريقيا لم تهتمّ بموضوع بي آوت كثيرًا على الرغمِ من تخصّصها في مثل هذه القضايا؛ ففي مؤتمر مكافحة القرصنة في منطقة الشرق الأوسط وشمال أفريقيا الذي عُقد في أبو ظبي في نيسان/أبريل 2019؛ لم يجرِ أيّ نقاشٍ حولَ بي آوت وما تقومُ به من قرصنة بل يُقال إن أحد الأعضاء المشاركين في المؤتمر قد طلبَ من الحاضرين عدم الذهاب بعيدًا في مناقشة خدمة بي آوت كيو على الرغمِ من نفي منظمي المؤتمر وجود مثل هذا التقييد. بحلول تمّوز/يوليو 2019؛ أصدرَ الاتحاد الدولي لكرة القدم (فيفا) والاتحاد الآسيوي واتحادات الدوريات الخمس الكُبرى في أوروبا بالإضافةِ إلى الاتحاد الأوروبي لكرة القدم (يويفا) بيانًا مشتركًا دانوا فيهِ بي آوت كيو بشكلٍ مباشر وحثوا السلطات السعودية على اتخاذ «إجراءٍ سريع وحاسم» ضد الخِدمة.
وفي 16 يونيو 2020، أصدر فريق التحكيم الخاص بمنظمة التجارة الدولية تقريره للفصل في الدعاوى المرفوعة من قطر ضد السعودية، حيث أسقط خمسة دعاوى من أصل ستة تضمنتها الدعوى القطرية التي رُفعت في 2 أكتوبر 2018، فيما خلص في نهاية تقريره إلى استنتاج واحد يتصل بتقديم الإجراءات القضائية الخاصة بالملكية الفكرية، ولم يُضمّن الفريق في توصيته أي إجراءات محدّدة، خاصة وأن الاستنتاج لا يُعدُّ نافذًا في ظل تقديم استئناف من قبل السعودية بشأنه. ونفت المنظمة في معرض تقريرها وجود أي دلائل حول انطلاق عمليات بث بي آوت كيو من أراضي السعودية، مؤكدة أن الإجراءات التي اتخذتها السعودية ضد قطر مبررة لحماية مصالحها الأمنية، وذلك وفقًأ لمادة الاستثناءات الأمنية في اتفاقية المنظمة، التي تنص على: «إمكانية اتخاذ الدولة العضو إجراءات تعتبرها ضرورية لحماية مصالحها الأمنية الأساسية في حالة وجود حالة طوارئ في العلاقات الدولية بينهما.»